# Джули Гонсало
Джули Гонсало (на испански: Julie Gonzalo) е аржентинско-американска актриса.

## Частична филмография

### Кино
- 2002 – „Много мъже за Луси“ (I'm with Lucy)
- 2003 – „Шантав петък“ (Freaky Friday)
- 2004 – „Големи топки“ (DodgeBall: A True Underdog Story)
- 2004 – „Историята на Пепеляшка“ (A Cinderella Story)
- 2005 – „Да пропуснеш Коледа“ (Christmas with the Kranks)
- 2005 – „И да обича кучета“ (Must Love Dogs)

### Телевизия
- 2006 – 2007 – „Вероника Марс“ (Veronica Mars)
- 2008 – 2009 – „Илай Стоун“ (Eli Stone)
- 2012 – „Далас“ (Dallas)